# Румяна Нейкова
Румяна Нейкова е българска гребкиня и олимпийска шампионка по скиф.

## Биография
Родена е на 6 април 1973 г. в град София. Започва да се занимава с академично гребане през 1985 г. в „ЦСКА“ (София) под ръководството на Верка Алексиева. Отначало не се състезава индивидуално, а в отбор от две или четири гребкини на лодка. Първия успех идва през 1989 г. като е световна вицешампионка за девойки, а през следващата година става световна шампионка за девойки. Завършва Спортно училище „Генерал-лейтенант Владимир Стойчев“ (София).
На 01.05.2003 г. подписва с Клуб по академично гребане „Черно море“, в този клуб се състезава до края на спортната си кариера
Участва на летните олимпийски игри в Барселона и летните олимпийски игри в Атланта. По-късно се ориентира към скифа и печели първия си медал на световното първенство-бронзов (1999). На летните олимпийски игри в Сидни остава втора, след беларускинята Екатерина Карстен, като победителката е била определена едва след фото-финиш.
Неин съпруг е известния български състезател и треньор по гребане Свилен Нейков. През 2001 г. се ражда големият ѝ син Емил, а през 2006 г. и малкият – Марио.
През 2002 г. и 2003 г. печели златни медали от световните първенства в Севиля и Милано и стана единствената българка с два златни медала от световни първенства по гребане. На първенството от 2002 поставя нов световен рекорд на скиф от 7:07 минути. На олимпийските игри в Атина остава трета, след германката Катрин Рутшов-Стомпоровски и Екатерина Карстен.
На световното първенство през 2005 г. в Гифу, (Япония), Румяна Нейкова и Миглена Маркова печелят сребърни медали на двойка-скул. На световното първенство в Мюнхен, през 2007 г., печели сребърен медал. Месец по-късно спечелва титлата на Европейското първенство в Познан. На петата си олимпиада, летните олимпийски игри в Пекин е олимпийска шампионка в дисциплината скиф с резултат от 7:22:32 минути.

### Награди
- В Топ-10 при определяне на най-добър спортист на България – 2000, 2003, 2005, 2007
- Спортист №1 на България – 2002, 2008
- Спортист на Балканите – 2007
- Орден „Стара планина“ I степен „за изключителния ѝ принос за развитието на физическото възпитание и спорта“ (2009).